# Lineus variegatus
Lineus variegatus är en djurart som tillhör fylumet slemmaskar, och som beskrevs av Félicien Chapuis 1886. Lineus variegatus ingår i släktet Lineus och familjen Lineidae. Inga underarter finns listade i Catalogue of Life.